# 平戸市立堤小学校
平戸市立堤小学校（ひらどしりつ つつみしょうがっこう、Hirado City Tsutsumi Elementary School）は、長崎県平戸市堤町にあった公立小学校。
2018年（平成30年）3月末をもって閉校し、平戸市立中津良小学校とともに平戸市立津吉小学校に統合された。

## 概要
歴史
1911年（明治44年）に中津良尋常高等小学校の分教場として設置される。1962年（昭和37年）に独立し現校名となった。2011年（平成23年）に創立100周年を迎えた。
学校教育目標
「郷土を愛し、豊かな感性と溢れる活力で、将来を切り拓く子どもの育成」
校章
校名の「つつみ」の文字を図案化したものを組み合わせて背景にし、中央に「小」の文字を置いている。
校歌
校区
住所表記で長崎県平戸市の後に「堤町、猪渡谷町（一部）」の続く地域。中学校は平戸市立南部中学校校区。

## 沿革
- 1911年（明治44年）11月4日 - 「中津良尋常高等小学校堤分教場」が設置される。
- 1913年（大正2年）4月1日 - 尋常科6年までを収容。
- 1941年（昭和16年）4月1日 - 国民学校令により、「中津良村中津良国民学校堤分教場」に改称。
- 1947年（昭和22年）4月1日 - 学制改革（六・三制の実施）により「中津良村立中津良小学校堤分校」となる。
- 1955年（昭和30年）1月1日 - 町村合併[2]で平戸市が誕生したことにより、「平戸市立中津良小学校堤分校」と改称。
- 1962年（昭和37年）
  - 4月1日 - 平戸市立中津良小学校より分離し、「平戸市立堤小学校」（現校名）として独立。
  - 9月 - ミルク給食を開始。
- 1965年（昭和40年）- 東側4階教室と東便所を火災で焼失。
- 1966年（昭和41年）
  - 4月14日 - 南部給食センターの完成により、センター方式の完全給食を開始。
  - この年 - 火災で焼失した校舎を再建。
- 1967年（昭和42年）10月 - 校歌を制定。
- 1986年（昭和61年）2月 - 現在地に新校舎が完成し、移転を完了。校旗を制定。
- 1998年（平成10年）- 旧校舎の一部と旧体育館を解体。
- 2018年（平成30年）
  - 3月4日 - 閉校記念式典を挙行。
  - 3月31日 - 平戸市立津吉小学校への統合により閉校[1]。

## 交通アクセス
- 最寄りのバス停 - 平戸ふれあいバス「堤小学校」バス停
- 最寄りの道路 - 国道383号、長崎県道19号平戸田平線

## 周辺
- 堤保育園
- 堤簡易郵便局

## 参考資料
- 「平戸市史（復刻版）」（1983年（昭和58年）3月10日発行, 市役所）
- 広報ひらど2018年（平成30年）4月号 (PDF)  - 平戸市ウェブサイト